# Zapalnya Cove
Die Zapalnya Cove (englisch; bulgarisch залив Запалня saliw Sapalnja) ist eine 1,37 km breite und 0,55 km lange Bucht an der Südostküste von Smith Island im Archipel der Südlichen Shetlandinseln. Sie liegt 10,9 km südwestlich des Kap Smith zwischen dem Razdel Point im Südwesten und dem Medovene Point im Nordosten.
Bulgarische Wissenschaftler kartierten sie 2009. Die bulgarische Kommission für Antarktische Geographische Namen benannte sie 2015 nach der antiken Ortschaft Sapalnja im Süden Bulgariens. 